# Nisída Panagía
Nisída Panagía är en ö i Grekland.   Den ligger i regionen Östra Makedonien och Thrakien, i den nordöstra delen av landet, 300 km norr om huvudstaden Aten. Arean är 0,23 kvadratkilometer.
Terrängen på Nisída Panagía är platt. Öns högsta punkt är 30 meter över havet. Den sträcker sig 0,6 kilometer i nord-sydlig riktning, och 0,6 kilometer i öst-västlig riktning.